# Limán del Yeya
El limán del Yeya (del ruso: Ейский лиман) es un limán o estuario situado en la desembocadura del río Yeya en el golfo de Taganrog del mar de Azov, al norte del Cáucaso. Está separado del mar por la punta de Yeisk, la isla de la punta de Yeisk y la punta de Glafírovka. Pertenece al krai de Krasnodar de Rusia. 
Tiene una longitud de 24 km, una anchura de 13 km, una profundidad máximo de 3.2 m y un ocupa un área de 244 km².
A orillas del limán se hallan Yéiskoye Ukrepléniye, Nikoláyevka, Glafirovka, Séverni, Prilimanski, Shcherbínovski, Zeliónaya Roshcha, Sadovi, Aleksándrovka, Shirochanka y Yeisk.
Formaba la frontera norte del óblast de Kubán del Imperio ruso.